# Pellensaari
Pellensaari är en ö i Finland. Den ligger i Muonioälven och i kommunen Enontekis i den ekonomiska regionen  Fjäll-Lappland  och landskapet Lappland, i den norra delen av landet, 900 km norr om huvudstaden Helsingfors. Öns area är 0,9 hektar och dess största längd är 140 meter i nord-sydlig riktning.